# 우리가 얼굴을 찾을 때까지
《우리가 얼굴을 찾을 때까지: 다시 쓰는 신화》(영어: Till We Have Faces: A Myth Retold)는 1956년에 출간된 C.S. 루이스의 소설이다. 루이스가 영감을 얻게 된 데에는 아풀레이우스의 《황금 당나귀》에 나오는 큐피드와 프시케의 이야기가 있었다. 그는 원작 속 인물들의 행동에 비논리적인 부분이 있다고 생각하여 평생 이에 대한 고민에 사로잡혔었다. 그 결과, 그가 개작한 작품 속 화자는 상당히 구체화된 심리묘사와 함께 표현되며 이야기는 그녀의 추론과 감정에 이끌리도록 끌어나가는 형태를 띠고 있다. 이 소설은 루이스의 마지막 작품이었으며 아내 조이 데이빗먼과 더불어 쓴 것이기도 하다. 또한 루이스는 이 소설을 자신의 가장 성숙한 작품으로 여겼다.
소설의 전반부는 프시케의 언니 오루알의 입장에서 쓰는 신들에 대한 고발의 형태를 띠고 있으며 배경은 문명화된 헬레니즘 시대의 그리스와 가끔 접촉하는 원시적인 도시국가 글롬이다. 후반부에서 오루알은 회심을 겪고 (루이스는 "개종"이라는 용어를 사용함) 자신이 지난날에 신들을 비난하던 것이 오해였다는 것을 깨닫으며 그들이 인간들의 삶 속에서 사랑으로 관여하고 있다는 사실을 알게 된다.

## 등장인물

### 왕실 인물들
- 트롬: 글롬의 왕.
- 오루알: 트롬의 장녀이자 글롬의 공주.
  - 프시케에게 "마이아"라고 불리며 이것은 그리스어로 "양어머니"(μαῖα)를 뜻한다.
- 레디발: 트롬의 둘째 딸이자 공주.
- 이스트라: 트롬의 막내딸. 오루알과 레디발의 이복자매이며 그리스어식 별명은 프시케.
- 트루니아: 이웃나라 파르스의 왕자. 훗날 레디발의 남편.
- 다란: 트루니아와 레디발 사이에서 난 아들. 오루알의 조카. 훗날 왕위를 계승한다.
- 아르간: 오루알에게 패배한 파르스의 왕자.

### 그 밖의 인물들
- 바타: 공주들의 유모.
- 여우 선생 (라이시아스): 공주들의 가정교사이자 왕의 조언자 역할을 하는 그리스 출신의 노예. 스토아 학파의 사상을 받든다.
- 사제: 신전에서 웅깃 여신을 받드는 남자 사제.
- 바르디아: 오루알이 신뢰하는 경비대장.
- 푸비: 오루알의 충실한 하녀.
- 타린: 거세된 군인.
- 안시트: 바르디아의 아내.
- 일레르디아: 바르디아의 아들.
- 아르놈: 웅깃 (Ungit) 여신의 두번째 사제.
- 알리트: 푸비의 딸.
- 그램: 군인.

### 신들
- 웅깃: 글롬에서 추대받는 여신. 아프로디테 / 비너스와 동일하다.
- 회색 산의 신: 웅깃 여신의 아들. 에로스 / 큐피드에 해당된다.
- 탈라팔: 엣수르에서 웅깃을 부르는 이름.
- 이알림: 탈라팔 여신의 아들. 에로스 / 큐피드와 동일시된다.

## 줄거리

### 전반부
이야기는 고대 그리스 신화 큐피드와 프시케의 이야기를 프시케의 언니 오루알의 관점에서 재구성시킨 형태이다.
오루알은 자신이 이제 늙어 왕위는 물려주면 그만이고 신들의 진노에 대해 걱정할 이유가 없으니 그들이 자신에게 저지른 불의에 대해 낱낱이 고발하겠다고 하며 지난 날을 회상한다. 항상 추녀였던 그녀는 어릴 적 여동생 레디발과 함께 어머니를 여의고 아버지 트롬 왕의 재혼 후, 아름다운 이복동생 이스트라를 맞게 된다 (작중에서 주로 그리스 이름인 "프시케"라고 불린다). 오루알은 프시케를 사랑하여 마치 자신의 딸인 것처럼 정성으로 키운다.
세월이 흐르자 프시케는 극도로 아름답게 성장한다. 글롬의 백성은 그녀를 마치 여신처럼 추대하며 그녀에게 제물까지 바치기 시작한다. 웅깃 여신 (그리스의 아프로디테에 해당된다)을 모시는 사제는 나라에 미친 여러 재앙이 웅깃의 질투의 결과라고 왕에게 주장한다. 신전은 신의 분노를 잠재우기 위해 웅깃 여신의 아들인 "산의 신" (그림자 야수)에게 바칠 완벽한 희생제물의 정체를 알아내기 위해 제비뽑기 의식을 행하는데 그만 프시케의 이름이 뽑히고 만다. 오루알은 거세게 반항하지만 결국 프시케는 희생되기 전 날까지 홀로 갇혀 지내게 된다. 오루알은 동생을 위로하기 위해 몰래 침입하는데 프시케는 오히려 자신의 생을 마감하는 것에 대해 침착함을 보이며 신의 신부가 되는 것에 대해 갈망해왔다고 밝힌다. 오루알은 동생이 자신과 헤어지는 것에 대한 슬픔이 없다는 것에 거부감을 느끼며 위로 대신 원망의 말을 던지고 방을 나서게 된다.
다음날 프시케는 회색 산에 있는 나무에 묶여 웅깃의 아들 (그림자 야수)에게 희생제물로 바쳐진다. 오루알은 프시케를 구출할 계획을 세웠으나 병에 걸려 정신을 잃게 된다.
완쾌하자마자 오루알은 프시케를 구출 혹은 그 남은 시신을 찾기 위해 산으로 향한다. 그녀는 프시케가 묶여있던 족쇄에서 풀려나 건강하게 살아 있는 것을 보고 깜짝 놀란다. 프시케는 자신은 구출될 필요가 없다고 말하며 자신이 산의 신의 신부로서 아름다운 성에 살고 있다고 말한다. 오루알의 눈에는 성이 보이지 않자 오루알은 의심과 반감을 품고 남편의 얼굴을 본 적 없다는 프시케의 말에 신이 괴물임이 틀림없거나, 프시케가 환각을 느끼기 시작했다고 주장한다.
그녀는 프시케에게 남편이 자고 있는 동안 램프를 사용해 그의 얼굴을 확인하라고 지시한다. 하지만 프시케는 남편의 명령을 거스르고 남편을 배신할 수 없다고 설명한다. 오루알은 급기야 자신의 팔까지 찔러 강압적으로 프시케에게 약속을 받아낸다. 
프시케가 남편을 불순종하자 그녀는 성에서 추방되어 유배 생활을 하게 된다. 이 모습을 지켜보던 오루알은 잠시 안개처럼 비친 성까지 보게 되지만 살면서 이를 계속 회의한다. 오루알에게 나타난 산의 신은 아름다운 모습이었으며 이제 프시케가 산의 신 자신조차 싸울 수 없는 세력 (아마도 그의 어머니 웅깃 여신일 가능성이 있음)의 손에 고난을 견뎌야 할 것이라고 말한다. 그는 "너 또한 프시케가 될 것이다"라는 말을 남기고 사라진다.
오루알은 신들이 프시케의 행복에 대한 그림을 좀 더 쉽게 보여주었다면 그 그림을 망치지 않았을 것이라고 말하며 신들의 불의를 비난한다. 그리고 그때부터 그녀는 자신의 얼굴을 항상 베일로 가리며 생활한다.
왕이 죽자 오루알은 여왕이 되고, 전사, 외교관, 건축가, 개혁가, 정치인, 입법자, 판사 등으로 업적을 많이 남기지만 주로 혼자 남게 된다. 그녀는 슬픔을 잊기 위해, 잃어버린 사랑을 잊기 위해 일에 몰두한다. 프시케가 떠나고, 그녀가 마음 붙이지 않던 레디발도 이웃나라로 떠나보내고, 그녀가 아끼던 여우 선생도 죽게 된다. 소설 전반에 걸쳐 그녀가 짝사랑해온 왕실 경비대장 바르디아는 죽을 때까지 (유부남이지만) 그녀에게 신하로서 충성한다. 그녀에게 신들은 항상 침묵하기만 하는, 눈에 띄지 않는 무자비한 존재들로 여겨진다.
바르디아의 임종 기간 동안 그녀는 더 이상 견딜 수 없다고 판단하고 처음으로 왕국을 떠나 이웃 왕국을 방문하기로 결정한다. 여행 중 그녀는 일행을 남겨두고 숲 속에서 들리는 소리를 따라가는데, 그 소리는 이스트라(프시케) 여신을 섬기는 신전에서 오는 것이었다. 그곳에서 오루알은 시기심 때문에 고의적으로 프시케의 삶을 망치는 언니들에 대한 신화를 듣게 되는데 이에 대해 분노하며 신들은 항상 그들에게 유일한 서사만 유포한다고 느끼며 거짓을 바로잡기 위해 자신의 이야기를 직접 쓰기로 마음먹는다.

### 후반부
오루알은 신들이 불의하다고 했던 자신의 이전 비난이 틀렸다는 내용으로 후반부를 시작한다. 하지만 자신이 이젠 너무 늙었고 건강도 좋지 않기에 다시 집필하기에는 시간이 없어 대신 끝에 자신의 잘못을 바로잡는 내용을 덧붙이고 있다고 설명한다.
그녀는 전반부를 끝내고 자신이 접한 여러 꿈과 환상의 경험에 대해 서술한다. 서로 다른 씨앗이 잔뜩 쌓인 거대한 더미를 따로 따로 분류하거나, 사나운 숫양 떼의 황금 양털을 수집하거나, 오를 수 없는 산 위의 샘에서 물 한 그릇을 가져오는 것 등의 수많은 불가능한 과제들을 수행하게 된다. 마지막 환상에서 그녀는 저승에 있는 거대한 방으로 인도되어 신들이 듣는 가운데에서 자신이 쓴 불평록을 낭독할 기회가 주어진다. 그러나 그녀는 자신이 읽고 있는 책이 자신이 쓴 책이 아니라 자신의 진정한 감정이 담겨 있는 책이라는 것을 알게 된다. 그녀는 내면의 진심과 혼란에 대해 마주하며 신들의 진정한 마음을 알게 되고 "너 또한 프시케가 될 것이다"라는 말의 뜻도 이해하게 된다. 그녀가 프시케를 포함한 다른 여러 인물들과 다시 마주하고 나서 소설은 마무리를 짓게 된다.

## 영감
보이지 않는 궁전에 대한 설정은 루이스가 학부생이었을 때부터 마음 속에 품어온 생각이었다. 그가 상상한 개작에는 프시케의 언니의 관점 또한 포함되어 있었다. 그는 이것으로 하여금 언니가 단순히 시샘스럽고 못된 인물에서 더 깊은 의미의 질투 (누구나 사랑에 빠지면 느낄 만한 질투심)와 무지함 (모든 인간이 신에 대해 가진 무지)을 지닌 인물로 재탄생하게 되었다고 설명했다. 그는 자신이 스스로를 시인이라고 생각했을 적 다양한 운문(韻文) 형식으로도 이 이야기를 시도했으며 책이 "아주 빠른 기간 내에 쓰여졌음"에도 불구하고 "35년 동안 오루알에 작업했다고 해도" 될 정도로 오랫동안 이 이야기를 계획했다고 설명했다. 루이스는 기독교인이 되기 전까지는 오루알이 "옳고 신은 그른" 설정으로 이야기를 상상했었다.
루이스가 느끼기에 아풀레이우스가 충분히 발전시키지 못했다고 느꼈던 주제 중 하나는 희생에 관한 것이었다.:287–8 루이스의 소설에는 오루알의 소유욕적인 사랑이 강조되며 그녀가 사랑하는 사람들의 생명을 "잡아먹었다"는 표현이 누누이 언급된다. 오루알은 신들에게 "사랑하는 것" (loving)과 "잡아먹는 것" (devouring)을 동일시한다고 불만을 갖으면서 정작 자신도 남들을 희생시키며 그들을 잡아먹고 있는 모습을 보인다. 루이스가 1960년에 쓴 책 <네가지 사랑>에서 말하고자 하는 메시지가 바로 이 소설의 것에 해당된다고 볼 수 있다. 거기서 언급되는 스토르게 (애정), 필리아 (우정), 에로스 (연애적 사랑)는 자연적으로 사람이 느끼는 사랑의 형태이지만 초자연적인 아가페 (하나님 사랑)이 없이는 우리가 자연적 질서를 거스르고 남용하게 된다는 것이다. 아가페, 즉 그 나머지를 다스리는 신성한 사랑의 권위가 없다면, 세 가지 자연적 사랑은 그대로 내버려두면 무법의 형태로 이어져 붕괴된다는 것이다.:286

## 같이 보기
- 미녀와 야수 - 학자 브루노 베텔하임 (아래 참조)의 "큐피드와 프시케" 신화와 관련된 동화이다.